# Jan Buryán
Jan Buryán (ur. 17 lutego 1977 w Benátkach nad Jizerou) – czeski piłkarz występujący na pozycji środkowego lub prawego obrońcy.

## Kariera
Buryán rozpoczynał karierę piłkarską w klubie TJ Benátky nad Jizerou. Trenował także w Mladej Boleslavi. Następnie, w 1995 roku został zawodnikiem Viktorii Žižkov. Na początku trafił na wypożyczenie do drugoligowego FK Brandýs nad Labem, z którym w 1996 roku spadł do trzeciej ligi. Latem tego roku wrócił do Viktorii i zadebiutował w jej barwach w Gambrinus Lidze. W 2001 roku zdobył z Viktorią Puchar Czech. Trzy lata później spadł z nią do drugiej ligi.
W 2005 roku Buryán przeszedł do Marili Příbram, w której grał przez jeden sezon. W 2006 roku został piłkarzem słowackiej Artmedii Petržalka i przez rok był jej podstawowym zawodnikiem. Wiosną 2008 roku przeniósł się do Dukli Praga. Następnie, przez dwa lata występował w zespole MFK Karviná.
28 czerwca 2010 roku Buryán podpisał kontrakt z Piastem Gliwice. W I lidze polskiej zadebiutował 31 lipca w wygranym 3:0 wyjazdowym spotkaniu z Odrą Wodzisław. Z kolei 16 października w meczu z MKS-em Kluczbork (2:1) strzelił swojego pierwszego gola w barwach Piasta, z którym w sezonie 2011/12 awansował do Ekstraklasy.
| Sezon       | Klub                | Kraj     | Rozgrywki      | Mecze | Bramki |
| ----------- | ------------------- | -------- | -------------- | ----- | ------ |
| 1994/95 (w) | Brandýs nad Labem   | Czechy   | II liga        |       |        |
| 1995/96     | Viktoria Žižkov     | Czechy   | Gambrinus Liga | 10    | 0      |
| 1996/97     | Viktoria Žižkov     | Czechy   | Gambrinus Liga | 18    | 0      |
| 1997/98     | Viktoria Žižkov     | Czechy   | Gambrinus Liga | 21    | 0      |
| 1998/99     | Viktoria Žižkov     | Czechy   | Gambrinus Liga | 27    | 0      |
| 1999/00     | Viktoria Žižkov     | Czechy   | Gambrinus Liga | 24    | 1      |
| 2000/01 (w) | Viktoria Žižkov     | Czechy   | Gambrinus Liga | 11    | 0      |
| 2001/02     | Viktoria Žižkov     | Czechy   | Gambrinus Liga | 22    | 1      |
| 2002/03     | Viktoria Žižkov     | Czechy   | Gambrinus Liga | 29    | 1      |
| 2003/04     | Viktoria Žižkov     | Czechy   | Gambrinus Liga | 26    | 0      |
| 2004/05     | Viktoria Žižkov     | Czechy   | II liga        |       |        |
| 2005/06     | Marila Příbram      | Czechy   | Gambrinus Liga | 27    | 3      |
| 2006/07     | Artmedia Petržalka  | Słowacja | Extraliga      | 28    | 0      |
| 2007/08 (j) | Artmedia Petržalka  | Słowacja | Extraliga      | 0     | 0      |
| 2007/08 (w) | Dukla Praga         | Czechy   | II liga        |       |        |
| 2008/09     | MFK Karviná         | Czechy   | II liga        | 27    | 1      |
| 2009/10     | MFK Karviná         | Czechy   | II liga        | 21    | 0      |
| 2010/11     | Piast Gliwice       | Polska   | I liga         | 29    | 2      |
| 2011/12     | Piast Gliwice       | Polska   | I liga         | 22    | 0      |
| 2012/13     | Piast Gliwice       | Polska   | Ekstraklasa    | 3     | 0      |
| 2013/14     | Benátky nad Jizerou | Czechy   | V liga         |       |        |